# Вивірка Аберта
Вивірка Аберта (Sciurus aberti) — вид ссавців, гризунів родини Вивіркових (Sciuridae). Вид названий на честь Колонеля Джона Джеймса Аберта, американського військового та інженера, який також належав до кількох наукових товариств.

## Морфологія
S. aberti — відносно велика вивірка і немає великої відмінності в розмірах між самцями і самицями. Діапазон вимірів (у міліметрах):  загальна довжина, від 463 до 584, довжина хвоста, від 195 до 255; довжина задніх ступнів, від 65 до 80.
S. aberti і Sciurus aberti kaibabensis мають довгі й широкі вуха, які мають виражені пучки або китиці взимку. Хвіст короткий і надзвичайно широкий. Верх тіла, включаючи хвіст, в основному сірий; низ тіла білий (у S. a. kaibabensis хвіст білий зверху і знизу, і низ тіла від темно-сірого до чорного кольору). Бічна лінія, як правило, чорна і чітка. Череп короткий і широкий, лобова область уплощена. Рострум вузький і стиснутий з боків. Є дві пари верхніх і одна нижня пара премолярів. Дослідження в Аризоні показали, що середня довжина пучків на вухах з липня по серпень 0—5 мм, зростає швидко до 25 мм в жовтні, потім зростає поступово до 40 мм в лютому та березні й потім зменшується до 20 мм у червні.

## Поширення
Країни поширення: Мексика (Чіуауа, Дуранго, Сонора), США (Аризона, Колорадо, Нью-Мексико, Юта, Вайомінг). вид сильно залежить від проживання у сосновому лісі (з видів Pinus palustris та Pinus ponderosa), з деякими використання прилеглих рідколісь і змішаних хвойних лісах.

## Генетика
Один самець мав 2n=40 хромосом, 14 метацентричних і 24 субметацентричних Аутосоми, X-хромосома субметацентрична Y-хромосома акроцентрична (див. каріотип).

## Загрози та охорона
Вид знаходиться під загрозою вирубки лісів на великих площах. Популяція відносно обмежена ареалом жовтої сосни. Цей вид зустрічається в декількох природоохоронних територіях в межах свого неоднорідного ареалу.